# Stanislav Zore
Stanislav Zore, tudi Stane Zore, slovenski nadškof, frančiškan, pesnik in prevajalec, * 7. september 1958, Znojile.

## Življenje in delo
Po gimnaziji, ki jo je obiskoval in zaključil v Kamniku, je 1. septembra 1977 vstopil v frančiškanski noviciat v Novi Gorici in 2. septembra 1978 izrekel prve redovne zaobljube. Slovesne redovne zaobljube v redu manjših bratov je izrekel 4. oktobra 1984. V duhovnika je bil posvečen v Ljubljani 29. junija 1985. Na Teološki fakulteti v Ljubljani je diplomiral iz teologije. Bil je rektor bazilik Marije Pomagaj na Brezjah (1989–1995) in Sveti Gori nad Gorico (1995–1998). V letih 1998–2004 in 2010–2014 je bil provincialni minister Slovenske frančiškanske province sv. Križa (predstojnik slovenskih frančiškanov). Ob imenovanju za ljubljanskega nadškofa je bil tudi predsednik Konference redovnih ustanov v Sloveniji.
4. oktobra 2014 je bil Stanislav Zore imenovan za ljubljanskega nadškofa kot prvi frančiškan na tem položaju. 23. novembra 2014 je bil posvečen in slovesno umeščen v ljubljanski stolnici. 13. marca 2017 je bil izvoljen za predsednika Slovenske škofovske konference za petletni mandat (do marca 2022, ko je predal funkcijo Andreju Sajetu).

### Pesniške zbirke
- Podest življenja, Brat Frančišek, Ljubljana 2010, (COBISS)

### Prevodi (izbor)
- Hans Conrad Zander, Ko vera še ni bila dolgočasna, Mohorjeva družba, Celje 2004, (COBISS)
- Priamo Etzi, Iuridica franciscana, Brat Frančišek, Ljubljana 2007, (COBISS)
- Grado Giovanni Merlo, V imenu svetega Frančiška, Brat Frančišek, Ljubljana 2007, (COBISS)
- Thaddée Matura, Frančišek Asiški, Novi svet, Brat Frančišek, Ljubljana 2008, (COBISS)
- Katarina Sienska, Ogenj božje ljubezni, Novi svet, Ljubljana 2010, (COBISS)
- Nicolas Butet, Evharistija, ljubezen svetnikov, Emanuel, Ljubljana 2010, (COBISS)
- Silvano Fausti, Konec časov: Lectio Prvega pisma Tesaloničanom, Družina, Ljubljana 2012, (COBISS)
- Sławomir Oder, Saverio Gaeta, Zakaj je svet, Družina, Ljubljana 2011, (COBISS)
- Frédéric Manns, Simfonija besede, Brat Frančišek, Ljubljana 2012, (COBISS)
- Vittorio Messori, Bernardka nas ni prevarala, Družina, Ljubljana 2013, (COBISS)
- Geoffroy de La Tousche, Marc Ouellet, Aktualnost in prihodnost koncila, Družina, Ljubljana 2013, (COBISS)
- Janez Pavel II., Bog je na človekovi strani, Novi svet, Ljubljana 2014, (COBISS)